# Station Tamura
Station Tamura  (田村駅,  Tamura-eki) is een spoorwegstation in de Japanse stad Nagahama. Het wordt aangedaan door de Biwako-lijn en de Hokuriku-lijn. Het station heeft twee sporen, gelegen aan twee zijperrons.

## Treindienst

### JR West
| 1 | ■ JR Biwako-lijn | richting Maibara, Kusatsu en Kioto        |
| 2 | ■ Hokuriku-lijn  | richting Nagahama, Ōmi-Shiotsu en Tsuruga |

## Geschiedenis
Het eerste station werd in 1931 geopend. Tussen 1940 en 1954 was het station gesloten.

## Overig openbaar vervoer
Bussen van Kokuku richting Maibara.

## Stationsomgeving
Het gebied rondom het station is in ontwikkeling, maar deze verloopt echter langzaam.
- Biwameer
- Nagahama Dome (sporthal)
- Verkorte Universiteit van Cultuur en Religie Seta
- Bio Universiteit Nagahama
- Nagahama Science Park
- Lawson
- 7-Eleven
- Saigawa-wedstrijdbad
- Nagahama-ziekenhuis